# Manfred Wittich

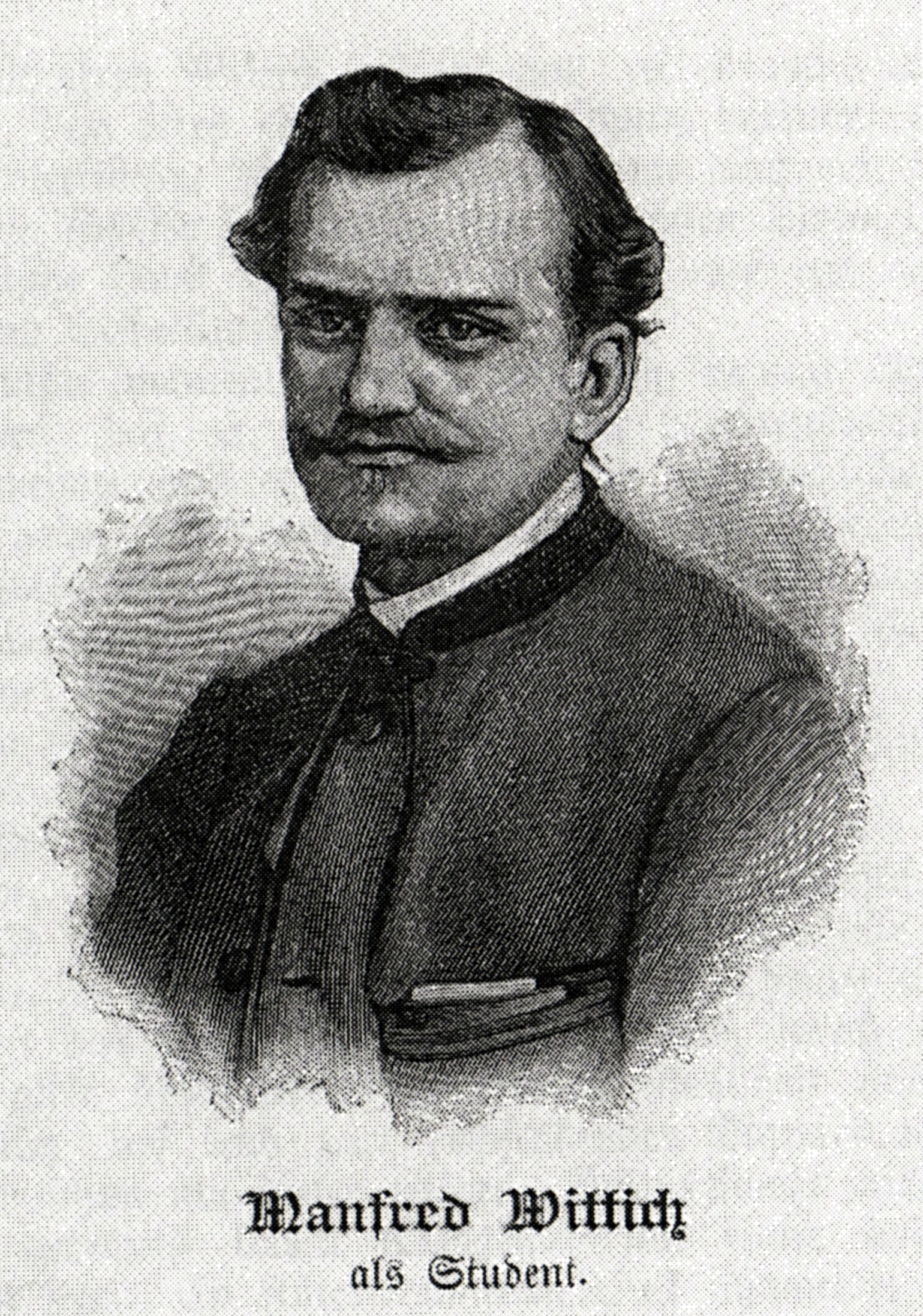
Manfred Wittich

Manfred Wittich (* 5. Februar 1851 in Greiz; † 9. Juli 1902 in Leipzig) war ein deutscher Schriftsteller, Journalist und Literarhistoriker.

## Leben

### Herkunft
Manfred Wittich war der älteste Sohn des Malers und Hofphotographen Hermann Wittich. Sein Vater stand dem damaligen Fürstenhaus nahe, er gab den zwei Prinzen Unterricht im Zeichnen. Hochgebildet auf literarischem Gebiet und gut beschlagen in den klassischen Sprachen, pflanzte er in seinen Sohn schon frühzeitig ein lebhaftes Interesse für diese Wissenschaften. Mit fünf Jahren konnte Wittich bereits lesen. Er las deutsche Sagen und Märchen: Hauff, Andersen, Bechstein, Grimm.
Wittichs auffallende geistige Veranlagung, sein früh sich zeigendes Sprachtalent, vielleicht auch ein wenig der Elternstolz und dazu der weitere Umstand, dass die alte Fürstin selbst es dem Vater Wittichs riet und ihre Unterstützung versprach, wurden Veranlassung, dass Manfred studieren sollte.

### Ausbildung, Studium
Zunächst besuchte Manfred die Greizer Volksschule. 1862 kam er nach Zittau auf das dortige Realgymnasium. Seinen Aufenthalt nahm er beim Onkel Theodor Wittich, welcher dort Forstverwalter war. Ein Paradies der Waldesfreiheit begann sich ihm nun zu erschließen, und er hat oft behauptet, dass das, was seinem physischen Menschen an Kraft und Gesundheit innewohne, dort seinen Ursprung genommen habe. Wegen unüberlegter Jugendstreiche hat er den Zorn des Onkels aber so erregt, dass er sein Ränzlein schnüren und der zügellosen Waldfreiheit Ade sagen musste. Die Eltern brachten ihn nun in das Pensionat des Freischulen Lehrers Fabian in Zwickau. Die dort ausgeübte engste Einschränkung jeder freien Willensäußerung stand im schroffsten Gegensatz zu der eben verlassenen Freiheit. Er hat dort die unglücklichste Zeit, die traurigste Periode seines jungen Lebens durchgemacht.
1865 wurde Manfred in Greiz konfirmiert. Nach der Konfirmation kehrte Wittich noch einige Jahre zum Schulunterricht nach Zwickau zurück, wo er mit einem Stubenburschen zusammen bei einer Orgelbauerfamilie wohnte.
1869 kam er auf das Gymnasium zu Schleiz, welches er bis zu seinem Abiturientenexamen besuchte. Wittich verließ nach Ablegung der Abiturientenprüfung 1872 Schleiz, um seine Universitätsstudien in Leipzig zu beginnen und sich auf das Lehrfach für höhere Schulen, hauptsächlich Philologie, Germanistik und Geschichte vorzubereiten. Doch auch anderen wissenschaftlichen Fächern, wie Völkerkunde, Volkswirtschaft usw., wandte er sein Interesse zu.

### Familie
1879 lernte er die Kindergärtnerin Anna Rothe in Dresden kennen, die er 1887 heiratete. Ein Jahr später wurde sein Sohn Wolfgang geboren, den er nach dem von ihm innigst verehrten Altmeister Goethe nannte. Acht Jahre später 1895 wurde seine Tochter Hilde geboren.

## Wirken
Die sozialen Ereignisse der Zeit fesselten ihn besonders, und im Sozialismus ging ihm ein neuer Hoffnungsstern, eine Welt voll neuer allgewaltiger Ideen auf. Die Bekanntschaft mit Julius Motteler, Wilhelm Liebknecht, August Bebel und andern Führern der Sozialdemokratie brachte ihn der Arbeiterbewegung nahe, für die er bereits als Student mit Wort und Schrift eintrat. Liebknecht hauptsächlich war es, der ihn einweihte in die Arbeiten für das unterdrückte Proletariat, und Wittichs ideal veranlagter Charakter ging bald in Feuereifer auf für die Sache des Volkes. Sein germanistischer Lehrer an der Universität, Professor Hildebrand, wurde fast zu einem zweiten Vater. Als wohlmeinender Freund warnte ihn Hildebrand oft vor der allzu umfassenden Hingabe an politische Dinge. Der Student Wittich beteilige sich an Volksversammlungen, und erklärte: „So wie Wittich muss jeder anständige, gebildete Mensch Sozialdemokrat sein!“ Die Staatskarriere machte er sich freilich dadurch unmöglich, was ihm später noch einmal klar werden sollte, als er sich dem Staatsexamen für das Lehrfach an Gymnasien unterzogen hatte.
1878 ging Wittich mit Empfehlungsbriefen von Hildebrand, der noch immer an ihm hing, nach Dresden, wo er sich zunächst einen Lebensunterhalt suchen musste. Er bekleidete dort zuerst an dem Privatinstitut der Frau Pastor Thieme, später an der Kraus‘schen Schule, die damals in gutem Rufe stand, die Lehrstelle für Griechisch, Lateinisch, Geschichte und Deutsch. Der Leiter der Kraus‘schen Schule, Direktor Jordan, hatte zwar ein hübsches Paket Akten über den „staatsgefährlichen“ Studiosus Wittich von Leipzig aus eingesandt bekommen, allein er schätzte die pädagogische Kraft Wittichs und seine tüchtigen Kenntnisse so hoch, dass er über diese „dunklen Punkte“ hinwegsah, und ihm bloß bedeutete, nur in der Klasse nicht zu agitieren. Gern fügte sich Wittich dieser Weisung, dafür aber war er desto eifriger in den Arbeiterbildungsvereinen und sonstigen Arbeiterorganisationen tätig.
1884 war das Kraus‘sche Institut in andere Hände übergegangen, und Wittich musste seine Stellung daran aufgeben. Von dieser Zeit an widmete er sich ausschließlich schriftstellerischer und agitatorischer Tätigkeit. Durch die Allgewalt seiner Rede und die herzgewinnende Persönlichkeit riss er seine Zuhörer überall zur Begeisterung mit fort. Ein warmes Interesse an der Volksbildung sowie eine ausgeprägte pädagogische Befähigung ließen ihn den Beruf als Redner und Volkslehrer als den richtigsten erkennen und als den wünschenswertesten für sich. Bei seinen Vorträgen, die sich im Laufe der Zeit verhundertfachten, strebte er dasselbe Ziel an wie bei seiner literarischen Tätigkeit: Die Arbeiter männlichen und weiblichen Geschlechts zu emanzipieren, sie in ihrem Bildungsniveau zu heben, ihrem Verständnis die Schätze der Literatur und Kunst zu erschließen, und sie überhaupt reifer zu machen für die Ideale des Sozialismus. Diesem Ziele ist er auch treu geblieben bis an den Tod.

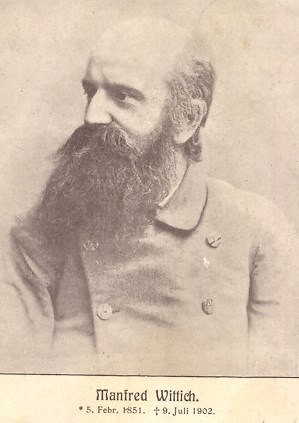
Manfred Wittich 1902 in Leipzig

1888 gründete er mit seinem Freund Emanuel Wurm das Unterhaltungsblatt „Der Volksfreund“, das aber leider schon nach dem ersten Jahrgang wieder eingehen musste aus verschiedenen Gründen. Damit aber war für Wittich die Hoffnung auf eine befriedigende Tätigkeit und Existenz wieder einmal begraben. In dieser Zeit verfasste Wittich verschiedene Broschüren: „Volk und Literatur“, „Das Märchen“, „Das Volkslied“ — drei literargeschichtliche Abhandlungen; ferner: „Goethe und die Liebe“, eine Studie zur Einführung in Goethes Dichtungen, sowie „Ulrich von Hutten“, ein Reformationsfestspiel. Ebenso fällt in diese Zeit seine „Geschichte der älteren deutschen Literatur“ sowie die „Geschichte der neuesten Zeit“ in der von Liebknecht herausgegebenen „Volksbibliothek“. Ein sicheres Einkommen wurde Wittich erst geboten, als die Leipziger Genossen ihn 1890 in die Redaktion des „Wähler“ beriefen.
1894 wurde der „Wähler“ bedeutend vergrößert und in die „Leipziger Volkszeitung“ umgewandelt. Es stellten sich leider bald Differenzen und Missverständnisse zwischen Wittich und dem neuen Chefredakteur Dr. Bruno Schönlank ein, welche Wittich veranlasste, die Redaktion freiwillig zu verlassen, um sich hinfort als „freie Lanze“ durchzuschlagen. — In unermüdlicher Arbeit, doch mit der Misere des Daseins ringend, verbrachte Wittich die übrigen Jahre seines Lebens, bis er, von Kampf und Sorgen aufgerieben, endlich einem schweren Nervenleiden erlag.
An Schriften, die Wittich hinterlassen hat, sind zu nennen: „Hans Sachs“, „Gelegenheitsgedichte und Prologe für Arbeiterfeste“ und „Die Kunst der Rede“. Doch hat er außerdem noch in den verschiedensten Parteiblättern unzählige Artikel, Essays und Kritiken geschichtlichen, Politischen, volkswirtschaftlichen, literatur- und kunstgeschichtlichen Inhalts geschrieben.
Durch fleißige, redliche Arbeit und selbstloses, von Idealismus beseeltes Wirken, durch seine Wahrhaftigkeit und politische Überzeugungstreue hat Wittich sich wohl in Tausender Herzen ein ehrendes Andenken gesichert.
Aus den „Liedern eines fahrenden Schülers“ — wie er die in Poetische Formen gebrachten Äußerungen seines innersten Liebes- und Freundschaftsempfindens genannt hat, und welche aus seinem Nachlass zusammengestellt sind — spricht weniger der allbekannte Volksmann, wohl aber der dichterisch zart besaitete Gemütsmensch Manfred Wittich. Nicht Dichterlorbeeren zu ernten war damit seine Absicht — wie er das auch in der Zueignung ausspricht — sondern dem Drang seines Herzens folgend, sang er, was in ihm klang schmerzlich düster oder jubelnd; sang es auf seine Weise, dem Motto nachstrebend: „Seinen Hausbedarf an Liedern schafft ein jeder selbst sich heute.“

## Werke
- Ulrich von Hutten : Ein Reformationsfestspiel Manfred Wittich. - Leipzig : E. Thiele in Comm., 1887
- Goethe und die Liebe : Studie zur Einführung in Goethe's Dichtungen Manfred Wittich. - Dresden : Schoenfeld & Harnisch, 1888 digital
- Geschichte der neuesten Zeit Manfred Wittich, Bruno Geiser 1888
- Geschichte der älteren deutschen Literatur Manfred Wittich 1889
- Gelegenheitsgedichte und Prologe für Arbeiterfeste : den deutschen Arbeitern gewidmet Manfred Wittich. - 2., durchges. und verm. Aufl. - München : Ernst, 1894
- Enth. außerdem: Winke für Redner Manfred Wittich. - 1894
- Hans Sachs : ein Erinnerungsblatt für das arbeitende Volk zur 400jährigen Geburtstags-Feier des Volksdichters Manfred Wittich. - Nürnberg : Wörlein, 1894
- Die Kunst der Rede Manfred Wittich 1901/1910
- Lieder eines fahrenden Schülers : nebst e. Jugendbildnis und e. Biographie d. Verfassers Manfred Wittich. - Leipzig : Leipz. Buchdr. in Komm., 1904, ISBN 978-0-543-62583-0.
- Ulrich von Hutten : geschichtl. Spiel Manfred Wittich. - Berlin : Vorwärts, 1911